# Ворота Святого Панкратия
Ворота Святого Панкратия (итал. Porta San Pancrazio) — ворота в Риме, Италия. Памятник архитектуры. Расположены на холме Яникул (ныне Джаниколо) по правому берегу Тибра, в районе Трастевере.

Первоначально на месте ворот Святого Панкратия располагались античные ворота Аврелия (Porta Aurelia) Аврелиановой стены на Яникуле, через которые проходила Via Aurelia. В VI веке ворота также назывались Pancratiana (по расположенной рядом церкви св. Панкратия) и Transtiberina.
Современные ворота в неоклассическом стиле по образцу древнеримских однопролётных триумфальных арок были построены в 1854 году по проекту архитектора Вирджинио Веспиньяни. Они были возведены на месте старых ворот, построенных при папе Урбане VIII в 1644 году и позднее несколько раз повреждённых при битвах в 1849 году.